# رينولدز برايس
رينولدز برايس (بالإنجليزية: Reynolds Price)‏ هو روائي وشاعر وكاتب مقالات أمريكي (1 فبراير 1933 - 20 يناير 2011).

## روابط خارجية
- رينولدز برايس على موقع الموسوعة البريطانية (الإنجليزية)
- رينولدز برايس على موقع ميوزك برينز (الإنجليزية)
- رينولدز برايس على موقع إن إن دي بي (الإنجليزية)